# Radka Třeštíková
Radka Třeštíková, rozená Velikovská, (* 13. května 1981 Zlín) je česká spisovatelka a právnička.

## Život
Vyrůstala ve Veselí nad Moravou. Vystudovala práva na Právnické fakultě Univerzity Karlovy. V rámci programu Erasmus byla rok ve Španělsku, kde začala psát první povídky.
Sedm let působila ve funkci firemního právníka. V roce 2019 se zúčastnila 10. řady taneční soutěže StarDance …když hvězdy tančí, ve které skončila na 7. místě.
Od roku 2011 přispívala na blog časopisu Respekt, Elle a webové stránky psychologie.cz. Kvůli povaze svých knih bývá srovnávána s Michalem Vieweghem.
V roce 2012 se provdala za Tomáše Třeštíka, fotografa a syna režisérky a dokumentaristky Heleny Třeštíkové. Mají spolu děti Elu (* 2013) a Jonatana (* 2015). Problémy ve vztahu s Třeštíkem se objevily během podzimu roku 2019 a na jaře 2021 její manžel na sociální síti Instagram uvedl, že s Třeštíkovou „již dlouhou dobu netvoří pár“.

## Dílo
- Dobře mi tak. Praha: Motto, 2014. 224 s. ISBN 978-80-7246-726-6. V roce 2020 knihu pro Český rozhlas načetl Ondřej Brousek.[7]
- To prší moře. Praha: Motto, 2015. 332 s. ISBN 978-80-267-1006-6.
- scénář k filmu Po čem muži touží
- Bábovky. Praha: Motto, 2016. 328 s. ISBN 978-80-267-0604-5.[8] autorka scénáře je stejnojmennému filmu. V roce 2020 román zfilmoval režisér Rudolf Havlík.[9]
- Osm. Praha: Motto, 2017. 384 s. ISBN 978-80-267-0883-4.[10]
- Veselí. Praha: Motto, 2018. 424 s. ISBN 978-80-267-1260-2.[11]
- Foukneš do pěny. Praha: Motto, 2020. 256 s. ISBN 978-80-267-1802-4.[12]
- Tajemství Praha : Motto
- Kde jsi, když nejsi, 2023